# Jürgen Piepenburg
Jürgen Piepenburg (ur. 10 czerwca 1941 w Schöningsburg, zm. 7 marca 2025) – niemiecki piłkarz i trener, grający na pozycji napastnika.

## Kariera piłkarska
Piepenburg w wieku 10 lat zaczął występować w młodzieżowych zespołach BSG Traktor Franzburg. Do pierwszej drużyny BSG został włączony w 1960. Rok później występował w ASG Vorwärts Marxwalde, by w 1961 stać się piłkarzem Vorwärts Cottbus. Przez kolejne 3 sezony uzbierał w zespole z Koblencji 66 występów, w których strzelił 22 bramki.
Od 1964 występował w Vorwärts Berlin (następnie od 1971 Vorwärts Frankfurt). W zespole Vorwärts trzykrotnie zdobył mistrzostwo NRD w sezonach 1964/65, 1965/66 i 1968/69. Dodatkowo sięgnął także po  Puchar NRD w sezonie 1969/70, zwyciężając w finale 4:2 zespół Lokomotive Lipsk. 
Piepenburg wykazywał się skutecznością także w europejskich pucharach, czego dowodem jest korona Króla strzelców Pucharu Europy w sezonie 1966/67. Sezon ten zakończył z 6 bramkami na koncie, podobnie jak Belg Paul van Himst. Łącznie przez 11 lat gry w Vorwärts wystąpił w 236 spotkaniach, w których strzelił 80 bramek. Po sezonie 1974/75 Piepenburg zakończył karierę piłkarską. 
| Sezon   | Klub               | Kraj | Rozgrywki | Mecze | Bramki |
| ------- | ------------------ | ---- | --------- | ----- | ------ |
| 1961/62 | Vorwärts Cottbus   | NRD  | DDR-Liga  | 20    | 8      |
| 1962/63 | Vorwärts Cottbus   | NRD  | DDR-Liga  | 18    | 6      |
| 1963/64 | Vorwärts Cottbus   | NRD  | DDR-Liga  | 28    | 8      |
| 1964/65 | Vorwärts Berlin    | NRD  | Oberliga  | 20    | 9      |
| 1965/66 | Vorwärts Berlin    | NRD  | Oberliga  | 22    | 6      |
| 1966/67 | Vorwärts Berlin    | NRD  | Oberliga  | 23    | 7      |
| 1967/68 | Vorwärts Berlin    | NRD  | Oberliga  | 18    | 6      |
| 1968/69 | Vorwärts Berlin    | NRD  | Oberliga  | 26    | 12     |
| 1969/70 | Vorwärts Berlin    | NRD  | Oberliga  | 23    | 8      |
| 1970/71 | Vorwärts Berlin    | NRD  | Oberliga  | 24    | 9      |
| 1971/72 | Vorwärts Frankfurt | NRD  | Oberliga  | 19    | 3      |
| 1972/73 | Vorwärts Frankfurt | NRD  | Oberliga  | 18    | 8      |
| 1973/74 | Vorwärts Frankfurt | NRD  | Oberliga  | 23    | 8      |
| 1974/75 | Vorwärts Frankfurt | NRD  | Oberliga  | 20    | 3      |

## Kariera trenerska
Po zakończeniu kariery piłkarskiej Piepenburg podjął się pracy trenera, głównie w klubach z aglomeracji Berlina. W 1975 pracował w DTSB-Bezirkstrainer Berlin, lecz jeszcze w tym samym roku przejął 1. FC Union Berlin. Od 1978 przez kolejne 6 lat był asystentem trenera w Vorwärts Frankfurt. W okresie od 1984 do 1988 pracował z zespołem Vorwärts Dessau. 
Następnie notował epizody w takich drużynach jak Stahl Eisenhüttenstadt (1988), BSC Marzahn (1989–1991), NSC Marathon 02 (1991) czy BSV Spindlersfeld Berlin (1992–1994). W 1994 przejął ekipę Fortuna Biesdorf, której trenerem był przez kolejne 5 lat. Od 1999 do 2001 trenował rezerwy BFC Dynamo, po pracy w którym zajął się SV Germania 90 Schöneiche. Rok 2005 to krótka praca jako pierwszy trener BFC Dynamo, a po raz ostatni pracował w 2007 w SV Germania 90 Schöneiche.

## Sukcesy
Vorwärts Berlin/Frankfurt
- Mistrzostwo NRD (3): 1964/65, 1965/66, 1968/69
- Puchar NRD (1): 1969/70
- Król strzelców Pucharu Europy (1): 1966/67 (6 bramek) - ex-aequo z Paulem van Himstem